# Bangana zhui
Bangana zhui és una espècie de peix cipriniforme de la família dels ciprínids.